# The Green Berets
The Green Berets és una pel·lícula de guerra estatunidenca del 1968 dirigida per John Wayne i Ray Kellogg i protagonitzada per John Wayne, David Janssen i Jim Hutton, basat en la novel·la de 1965 de Robin Moore. Gran part de la pel·lícula es va rodar l'estiu de 1967. Parts del guió tenen poca relació amb la novel·la, tot i que la part en què una dona sedueix un general comunista nord-vietnamita i el prepara perquè sigui segrestat pels estatunidencs és del llibre.
The Green Berets és fortament anti-comunista i pro-Vietnam del Sud. Va ser estrenada en el punt àlgid de la participació estatunidenca a la Guerra del Vietnam, el mateix any que l'Ofensiva del Tet contra les ciutats més grans del Vietnam del Sud. John Wayne estava tan preocupat pel sentiment contra la guerra als Estats Units que va voler fer aquesta pel·lícula per presentar la posició promilitar. Va sol·licitar i va obtenir la total cooperació militar i el material del 36è president Lyndon B. Johnson i del Departament de Defensa dels Estats Units. John Wayne va comprar els drets cinematogràfics del llibre de Robin Moore per 35.000 dòlars i el 5% dels beneficis no definits de la pel·lícula.
La pel·lícula va ser un èxit financer a taquilla, però va rebre ressenyes negatives gairebé universals de la crítica.

## Argument
El reporter George Beckworth entrevista a les Forces Especials de l'Exèrcit dels Estats Units sobre els motius de la participació militar estatiunidenca a la Guerra del Vietnam. Quan Beckworth dubta del valor de la intervenció dels EUA, el coronel dels Boines Verds Mike Kirby li pregunta si ha estat mai a Vietnam, la qual cosa l'influeix per informar dels esdeveniments que hi ha hagut.
Mentrestant, Kirby és assignat per ajudar les forces del Vietnam del Sud. Mentre es prepara per marxar, atrapa al sergent Petersen apropiant-se de subministraments, però decideix utilitzar les seves habilitats al seu equip. En arribar al Vietnam del Sud, coneixen en Beckworth, a qui Kirby permet que els acompanyi al seu campament. Malgrat els signes de treball humanitari, no està convençut de la necessitat d'estar a Vietnam.
Al campament, coneixen un jove orfe de guerra, Ham Chuck, la família del qual va ser massacrada. Ham Chuck, juntament amb el seu gos Jamoke, li agrada el sergent Petersen. Petersen l’acull com si fos el seu propi fill.
Després d'un atac enemic, el sergent Muldoon s'adona que un soldat sud-vietnamita actua de manera sospitosa i el noqueja, permetent a Nghiem interrogar-lo. Després que Beckworth veu Nghiem torturar una confessió del soldat, s'enfronta a Kirby, que justifica l'acte dient a Beckworth que els seus enemics són assassins despietats que no mereixen cap tipus de protecció legal en aquest nou tipus de guerra.
Uns dies després, mentre acompanya Kirby i el seu equip en una patrulla a les muntanyes properes, Beckworth descobreix que la família d'un cap de poble amb el qual s'havia fet amistat abans ha estat torturada i executada pel Viet Cong per cooperar amb els estatunidenques.
La nit següent, les tropes del Viet Cong i el nord-vietnamites llancen un atac massiu contra el campament, i Beckworth es veu obligat a lluitar al costat dels Boines Verds; també ajuda a traslladar els vilatans al campament per protegir-los del foc creuat.
Finalment, els sapadors enemics trenquen el perímetre fent obertures a les tanques de filferro de pues al voltant del campament, i els Boines Verds i els vietnamites del sud es veuen obligats a retrocedir al perímetre interior. Nghiem engega explosius ocults que maten els espies, però poc després mor després per foc de morter.
A causa de l'intens atac, Kirby ordena una retirada del campament i arriben helicòpters dels EUA per evacuar els refugiats. Petersen posa a Ham Chuck en un i promet tornar per ell a Da Nang. Amb la base en mans de l'enemic, Kirby sol·licita un atac aeri per part d'un bombarder AC-47, indicatiu Puff, el drac màgic, que aniquila la guerrilla del Viet Cong i l'Exèrcit del Vietnam del Nord habituals dins del Camp A-107. Quan l'enemic ha patit grans baixes, Kirby i el seu equip tornen a ocupar el campament destruït.
Beckworth li diu a Kirby que presentarà una història per donar suport a la implicació en la guerra dels EUA i torna a Da Nang. De tornada a la seu, Kirby es reuneix amb el seu superior, el coronel Morgan, i el seu homòleg sud-vietnamita, el coronel Cai. Li parlen d'una missió secreta per capturar el general nord-vietnamita Pha Son Ti, cosa que els permetria posar fi a la guerra en termes de Vietnam del Sud, així com pertorbar el lideratge enemic. El coronel Cai utilitza la seva cunyada Lin, una model de moda, com a trampa sexual per atraure el general Ti a una antiga mansió colonial francesa en una vall ben guardada al Vietnam del Nord.
Entre els seleccionats (i acompanyants) de Cai hi ha Kirby, Muldoon i Petersen. Muldoon, Doc McGee, i dos dels homes de Cai es queden enrere en un pont sobre un riu per col·locar explosius per fer-lo volar per aturar la persecució de les forces enemigues, mentre en Kirby i la resta de l'equip es dirigeixen cap a la plantació. Després d'eliminar els guàrdies de la plantació, el grup sotmet en Ti amb l'ajuda de Lin i el posa al maleter del seu cotxe. Kirby, Cai, Petersen, Watson i Lin marxen, però la resta de l'equip és assassinat pels guàrdies mentre intentaven escapar.
A l'alba, els supervivents creuen el pont; és destruït, però en McGee està greument ferit mentre ell i Muldoon s'escapen, mentre que els altres transporten a Ti fora de la zona amb un dispositiu Skyhook. Mentre Kirby i l'equip avancen per la jungla fins al seu punt d'extracció, Petersen és assassinat per una trampa explosiva i els altres es veuen obligats a deixar el seu cos enrere.
A Da Nang, Beckworth observa com Ham Chuck corre d'helicòpter en helicòpter, buscant desesperadament Petersen. Finalment, Kirby li explica la mort de Petersen i el reconforta, abans que els dos caminin per la platja cap a la posta de sol.

## Repartiment
- John Wayne com el coronel Mike Kirby
- David Janssen com a George Beckworth
- Jim Hutton com el sergent Petersen
- Aldo Ray com el sergent Muldoon
- Raymond St. Jacques com el sergent Doc McGee
- Bruce Cabot com el coronel Morgan
- Jack Soo com el coronel Cai
- George Takei com a cap. Nghiem
- Patrick Wayne com el tinent Jamison
- Luke Askew com el sergent Provo
- Irene Tsu com a Lin
- Edward Faulkner com el capità MacDaniel
- Jason Evers com el capità Coleman
- Mike Henry com el sergent Kowalski
- Craig Jue com a Hamchuck
- Chuck Roberson com el sergent Griffin
- Eddy Donno com el sergent Watson
- Richard "Cactus" Pryor com a Collier[4]

## Producció

### Pre-producció
Columbia Pictures, després d'haver comprat els drets cinematogràfics previs a la publicació del llibre, no va poder produir un guió que aprovés l'exèrcit, mentre que el productor David L. Wolper, que també va intentar comprar els mateixos drets, no va poder obtenir finançament per fer la pel·lícula. Un guió va ser escrit per George Goodman que havia servit amb el Forces especials a la dècada de 1950 com a oficial de la intel·ligència militar i havia escrit un article de 1961 sobre les Forces Especials anomenat The Unconventional Warriors a la revista Esquire. Columbia va enviar Goodman a Vietnam del Sud per investigar. Robin Moore va sentir que el Pentàgon va pressionar Wolper perquè trenqués un acord amb Moore. Wolper va adquirir els drets de la pel·lícula La brigada del diable, una narració de la 1a Força de Servei Especial de la Segona Guerra Mundial, el 1965 i va produir aquesta pel·lícula.
Els orígens de la pel·lícula final van començar el juny de 1966 amb un viatge de John Wayne al Vietnam del Sud, i la seva posterior decisió de produir una pel·lícula sobre les Forces especials de l'exèrcit desplegades com a homenatge a ells. Wayne va ser un ferm defensor de la participació estatunidenca en la guerra del Vietnam. Va codirigir la pel·lícula i va rebutjar el paper de "Major Reisman" a Els dotze del patíbul per fer-la.

### Guió
Encara que The Green Berets retrata el Viet Cong i l'exèrcit de Vietnam del Nord com a tirans sàdics, també els representa com un enemic capaç i altament motivat. La pel·lícula mostra la guerra com una sense línies de front, el que significa que l'enemic pot aparèixer i atacar en gairebé qualsevol posició i en qualsevol lloc. Mostra el sofisticat anell d'espionatge del VC i NVA que va proporcionar informació sobre els seus adversaris. Igual que A Yank in Viet-Nam, va donar una visió positiva del Vietnam del Sud i els seus aliats anticomunistes.
L'exèrcit dels EUA va tenir objeccions al guió inicial de James Lee Barrett. La primera va ser que l'Exèrcit volia demostrar que els soldats sud-vietnamites estaven implicats en la defensa del camp base. Això es va rectificar. L'exèrcit també es va oposar a la representació de la incursió on segresten un general de la NVA perquè en el guió original es tractava de travessar la frontera amb Vietnam del Nord. Robin Moore ha afirmat que, mentre que tots els altres les històries del seu llibre són roman à clefs de missions i incidents reals de les Forces Especials, la missió de capturar el general Ti era completament fictícia.
Wayne desitjava que el guió tingués més desenvolupament dels personatges, però Warner Bros. va deixar clar que volien més acció i menys diàleg, ja que El Álamo va ser molt criticada per haver-hi fet massa diàleg. Les escenes rodades amb Vera Miles com l'esposa del personatge de Wayne van ser abandonades. (No obstant això, Miles va tornar a ser l'esposa del duc a la següent pel·lícula de Wayne Hellfighters).

### Rodatge
Gran part de la pel·lícula es va rodar l'estiu de 1967 (abans de l'Ofensiva del Tet) a Fort Benning, Geòrgia. La cooperació del Departament de Defensa dels Estats Units amb la pel·lícula va ser àmplia, l'Exèrcit dels Estats Units va proporcionar diversos helicòpters d'atac UH-1 Huey i un transport lleuger C-7 Caribou. La Força Aèria dels Estats Units va subministrar dos transports C-130 Hercules i dos avions d'atac A-1 Skyraider, així com imatges de pel·lícula d'un AC-47 Puff el Drac Màgic i un HC-130 Hercules que empra el sistema de recuperació Skyhook Fulton per al seu ús en el pel·lícula. L'Exèrcit també va proporcionar uniformes autèntics per a l'ús dels actors, incloent l'OG-107 verd i l'uniforme de combat tropical "Tiger Stripe" (fatigues de la selva), amb les insígnies i les cintes de nom correctes de la Guerra del Vietnam.
John F. Schultz va jugar papers fonamentals com a figurant com a soldat dels EUA i un regular nord-vietnamita. Va dir de John Wayne: "A l'hora de dinar, els productors ens anaven a donar de menjar amb hamburgueses i hot-dogs mentre els personatges principals menjaven bistec. John Wayne va dir: "...o tots prenem bistec o ningú".
El coronel Lamar Asbury "Bill" Welch, el comandant real de l'Escola Aerotransportada de l'Exèrcit dels Estats Units a Fort Benning el 1967, fa un breu cameo Skeet Shooting amb John Wayne. Welch porta una gorra de beisbol de l'exèrcit nord-americà dels anys 60 (fet habitual durant la guerra del Vietnam) a l'escena mentre els actors porten boines verdes. Els soldats que feien exercici al camp de simulació, a qui Wayne crida, eren reclutes aerotransportats de l'exèrcit en entrenament.
La gran batalla de la pel·lícula es basa en la batalla de Nam Dong del 5 al 6 de juliol de 1964, quan dos batallons del Viet Cong i el PAVN van atacar un Campament CIDG a Nam Dong prop de la frontera amb Laos a les Terres altes centrals de Vietnam del Sud. Durant cinc hores, una força mixta d'americans, australians i tropes sud-vietnamites va lluitar contra una força que triplicava la seva mida. El plató del campament de pel·lícula, que es va construir en un turó aïllat dins de Fort Benning, tenia trinxeres de filferro de pues, pals de punji, búnquers amb sacs de sorra, fosses de morter, torres, edificis de suport i ganxos. A continuació, es van utilitzar diverses tones de dinamita i pólvora negra per destruir en gran part el plató durant el rodatge de la seqüència de batalla. Altres conjunts realistes del "poble vietnamita" es van deixar intactes després que va acabar el rodatge perquè poguessin ser reutilitzat per l'Exèrcit per entrenar tropes destinades al sud-est asiàtic.

### Música
L'opció original per gravar la pel·lícula, Elmer Bernstein, amic i col·laborador freqüent de John Wayne, va rebutjar l'encàrrec a causa de les seves creences polítiques. Com a segona opció, els productors van contactar amb Miklós Rózsa aleshores a Roma. Quan li van demanar que fes The Green Berets per a John Wayne, Rózsa va respondre: "Jo no faig westerns". A Rózsa li van dir "No és un western, és un 'eastern'". Com a cançó del títol, els productors van utilitzar un arranjament coral de Ken Darby de l'èxit de 1966 de Barry Sadler Ballad of the Green Berets, que havia estat coescrita per Robin Moore, autor de la novel·la original Green Berets. Rózsa va aportar una forta i variada partitura musical que inclou una veu de club nocturn del cantant vietnamita Bạch Yến; tanmateix, es van suprimir fragments de Onward Christian Soldiers de la pel·lícula final.

## Recepció

### Recepció crítica
Quan es va estrenar al cinema, el crític de cinema Roger Ebert li va donar zero estrelles i va citar un ús extensiu de tòpics, descrivint la guerra en termes de "vaquers i indis", i sent una "pel·lícula notablement pesada i passada de moda." Està a la seva llista "Els més odiats". El seu aleshores rival al Chicago Tribune, Clifford Terry, va descriure la pel·lícula com "tant previsible com tediosa" i va afegir que el seu "error més fatal" va ser "presentar la guerra més complexa dels Estats Units en el més simple dels termes."

El crític del San Francisco Examiner, Stanley Eichelbaum, va observar la pel·lícula així: 
| « | John Wayne, beneïu-lo, m'ha convençut que és més patriota del que pensa. La seva pel·lícula, The Green Berets, que es va estrenar ahir al St. Francis, Coliseum, El Rey i Geneva Drive-In, unirà sens dubte els coloms i els falcons. És la primera pel·lícula sobre Vietnam sobre la qual no hi pot haver polèmica, ni disputes, ni arguments. Ningú que la vegi no trobarà una sola raó per no estar d'acord que és la imatge de guerra més falsa i més risible en molts anys. | » |

En una ressenya per a The New York Times, Renata Adler va escriure: "The Green Berets és una pel·lícula tan indicible, tan estúpida, tan podrida i falsa en tots els detalls que passa per ser divertida, per ser graciosa, per ser camp, per tot i esdevé una invitació al dol, no per als nostres soldats ni per Vietnam (la pel·lícula no podria ser més falsa o fer un mal servei més gran a cap d'ells), sinó pel què ha passat amb l'aparell de creació de fantasia d'aquest país."
El guió de la pel·lícula antibèl·lica d'Oliver Stone Plaoon va ser escrita parcialment com a reacció a The Green Berets. Es burla de la novel·la de Gustav Hasford The Short-Timers en una escena on Joker i Rafter Man troben l'esquadra de Lusthog mirant-la al cinema. "El públic dels Marines rugia de riure. Aquesta és la pel·lícula més divertida que hem vist en molt de temps."
John Pilger, un dur crític de la política exterior estatunidenca, va descriure la seva reacció a The Green Berets en un discurs que va pronunciar el 2007 criticant els mitjans per la seva cobertura de la guerra del Vietnam. "Acabo de tornar del Vietnam, i no em podia creure com d'absurda era aquesta pel·lícula. Així que vaig riure en veu alta, i vaig riure i vaig riure. I no va passar gaire abans que l'ambient que m'envoltava es va refredar molt. El meu company, que havia estat un Freedom Rider al sud, va dir: "Sortim d'aquí i fugim com de l'infern".
El comentarista de cinema Emanuel Levy va assenyalar a la seva ressenya que Wayne no intentava tant promoure la causa de la guerra del Vietnam com retratar les Forces Especials en el seu paper únic a l'exèrcit: "Wayne va dir que el seu motiu era glorificar els soldats estatunidencs com els millors lluitadors "sense entrar en per què som allà, o si haurien de ser-hi". La seva "compulsió" de fer la pel·lícula es basava en el seu orgull de les Forces Especials, decidides a mostrar "quina feina tan magnífica està fent aquesta branca del servei encara poc coneguda". ... "No estava intentant enviar un missatge a ningú", va raonar, "ni debatre si és correcte o incorrecte que els Estats Units estiguessin en aquesta guerra".
Levy també assenyala que Wayne va reconèixer que la guerra generalment no és popular, però els soldats que serveixen s'enfronten, tanmateix, als riscos i perills del combat, i han d'estar preparats per sacrificar-se, independentment de la seva voluntat o judici personal. Levy cita a Wayne: "Quina guerra va ser mai popular per l'amor de Déu? Aquests homes no volen estar al Vietnam més que ningú. Un cop hi vas, no hi ha mitges tintes".
The Green Berets té una puntuació del 23% a Rotten Tomatoes basat en tretze ressenyes.

### Taquilla
Malgrat les males crítiques, i malgrat les protestes i piquets als Estats Units i a l'estranger, va ser un èxit comercial, que Wayne va atribuir en part a les crítiques negatives de la premsa, que considerava que representaven la crítica a la guerra més que a la pel·lícula.
"Els crítics em van exagerar a mi, a la pel·lícula i a la guerra", va dir Wayne. "Com a resultat, tanta gent va anar a veure-la que vaig rebre un xec dels distribuïdors per 8 milions de dòlars en tres mesos. Aquest és el cost de la pel·lícula, així que vam passar a beneficis l'endemà." The Green Berets va vendre entrades per 8,7 milions de dòlars a Amèrica del Nord durant el 1968.

### Reconeixements
La pel·lícula està reconeguda per l'American Film Institute en el següent:
- 2005: AFI's 100 Years...100 Movie Quotes:
  - Col. Mike Kirby: "Aquí, el procés degut és una bala." — Nominada[25]